# Prîmorskîi
Prîmorskîi (în ucraineană Приморський) este o așezare de tip urban din orașul regional Feodosia, Republica Autonomă Crimeea, Ucraina. În afara localității principale, nu cuprinde și alte sate.

## Demografie
Componența lingvistică a așezării de tip urban Prîmorskîi
     Rusă (81,95%)
     Tătară crimeeană (8,74%)
     Ucraineană (8,58%)
     Alte limbi (0,4%)
Conform recensământului din 2001, majoritatea populației așezării de tip urban Prîmorskîi era vorbitoare de rusă (81,95%), existând în minoritate și vorbitori de tătară crimeeană (8,74%) și ucraineană (8,58%).